# Fekete vidék
A Fekete vidék (eredeti cím: Boyz n the Hood) 1991-es amerikai bűnügyi filmdráma John Singleton rendezésében. Ez Singleton első filmrendezése. A főszerepben Ice Cube, Cuba Gooding Jr., Morris Chestnut, Laurence Fishburne, Nia Long, Regina King és Angela Bassett látható. A film eredeti címe szójáték a "boyhood" (fiúkor) szóval, és Eazy-E Boyz-n-the-Hood című dalára utal.
Los Angelesben 1991. július 2-án mutatták be, a mozikban pedig tíz nappal később jelent meg. A film kritikai és bevételi szempontból egyaránt sikert aratott. Észak-Amerikában 57,5 millió dolláros bevételt hozott. A filmet Oscar-díjra jelölték a "legjobb forgatókönyv" kategóriában, Singletont pedig a "legjobb rendező" kategóriában jelölték. Ezáltal ő a legfiatalabb személy, aki elnyerte az Oscar-díjat, és az első afroamerikai is.
A film indult az 1991-es cannes-i filmfesztiválon. Az amerikai kongresszus könyvtára 2002-ben beválogatta a filmet a Nemzeti Filmjegyzékbe (National Film Registry).

## Rövid történet
Tre Styles Los Angeles déli részén él az apjával. Az utcai bandák virágkorukat élik a kerületben.

## Szereplők
| Színész                  | Karakter                   | Magyar hang            |
| ------------------------ | -------------------------- | ---------------------- |
| Cuba Gooding Jr.         | Jason 'Tre' Styles III     | Fekete Zoltán          |
| Desi Arnez Hines II      | Tíz éves Tre               |                        |
| Angela Bassett           | Reva Devereaux             | Kocsis Mariann         |
| Laurence Fishburne       | Jason 'Furious' Styles Jr. | Sinkovits-Vitay András |
| Ice Cube                 | Darren 'Doughboy' Baker    | Dózsa Zoltán           |
| Baha Jackson             | Tíz éves Doughboy          |                        |
| Morris Chestnut          | Ricky Baker                | Kálid Artúr            |
| Donovan McCrary          | Tíz éves Ricky             |                        |
| Nia Long                 | Brandi                     |                        |
| Nicole Brown             | Tíz éves Brandi            |                        |
| Tyra Ferrell             | Brenda Baker               | Antal Olga             |
| Redge Green              | Chris 'Little Chris'       |                        |
| Kenneth A. Brown         | Tíz éves Chris             |                        |
| Whitman Mayo             | Öregember                  |                        |
| John Singleton           | Postás                     |                        |
| Dedrick D. Gobert        | 'Dooky'                    |                        |
| Baldwin C. Sykes         | 'Monster'                  |                        |
| Tracey Lewis-Sinclair    | Shaniqua                   |                        |
| Alysia Rogers            | Shanice                    |                        |
| Regina King              | Shalika                    |                        |
| Lexie Bigham             | 'Mad Dog'                  |                        |
| Raymond Turner           | Ferris                     |                        |
| Lloyd Avery II           | "Knucklehead #2"           |                        |
| Jessie Lawrence Ferguson | Coffey                     |                        |

## Fogadtatás
A Rotten Tomatoes oldalán 96%-ot ért el 70 kritika alapján, és 8.4 pontot szerzett a tízből. A Metacritic honlapján 76 pontot szerzett a százból, 20 kritika alapján.
A film jelentősnek számít amiatt, hogy elindította Gooding, Chestnut és Long színészi karrierjeit. Ez a film indította el Ice Cube hollywoodi karrierjét is, és Angela Bassett, illetve Regina King első jelentős filmszerepei is ebben voltak.
A filmre többször is utaltak a popkultúrában.